# Суарес, Луис Альберто
Луи́с Альбе́рто Суа́рес Ди́ас (исп. Luis Alberto Suárez Díaz, испанское произношение: [ˈlwis ˈswaɾes]; род. 24 января 1987[…], Сальто) — уругвайский футболист, нападающий клуба MLS «Интер Майами». Лучший бомбардир в истории сборной Уругвая. Считается одним из сильнейших нападающих мира 2010-х годов.
Воспитанник «Насьоналя» из Монтевидео, в составе которого стал чемпионом Уругвая в 2006 году. В возрасте 19 лет перебрался в Голландию в команду Эредивизи — «Гронинген». В 2007 перешёл в амстердамский «Аякс». В сезоне 2008/09 был признан игроком года в команде. В следующем сезоне назначен капитаном, тогда он забил 35 голов в 33 матчах чемпионата и был признан футболистом года в Нидерландах. Всего во всех соревнованиях за «Аякс» в том сезоне он отличился 49 раз, а также победил с командой в Кубке Нидерландов. В сезоне 2010/11 он забил сотый гол за клуб, присоединившись тем самым к таким игрокам, как Деннис Бергкамп, Йохан Кройф и Марко ван Бастен, которые ранее также преодолели данный рубеж.
В январе 2011 года перешёл в английский «Ливерпуль» за 26,5 млн евро (22,8 млн фунтов). В оставшейся части сезона помог команде подняться с 12-го места на 6-е. 26 февраля 2012 года выиграл единственный трофей в составе «красных» — Кубок Футбольной лиги (2011/2012). Помимо награды лучшему игроку сезона английской Премьер-лиги, в апреле 2014 года Суарес стал первым неевропейцем — обладателем наград «Футболист года по версии Ассоциации футбольных журналистов» и «Игрок года по версии футболистов ПФА». Также, наряду с Криштиану Роналду, является обладателем европейской «Золотой бутсы» 2014 года (31 гол).
В июле 2014 года было объявлено о переходе форварда в испанскую «Барселону» за 81 млн евро. Трансфер Суареса на тот момент стал самым дорогим в истории клуба и третьим по стоимости в истории мирового футбола. В своём первом же сезоне в составе «сине-гранатовых» сделал «золотой хет-трик», выиграв чемпионат Испании, Кубок Испании и Лигу чемпионов УЕФА.
В сезоне 2015/16 был признан игроком года в испанском чемпионате, а также стал обладателем «Золотой бутсы» (40 голов).
Суарес вызывался в состав молодёжной сборной Уругвая на ЧМ-2007 (до 20 лет). 8 февраля 2007 года дебютировал за первую сборную страны в матче против Колумбии (3:1). В 2010 году сыграл важную роль для «ла селесты», занявшей 4-е место на чемпионате мира, когда забил 3 гола на турнире, а также отразил руками мяч, летевший на последних минутах дополнительного времени в пустые ворота. За это он был удалён с поля в 1/4 финала против сборной Ганы. В 2011 году победил со сборной Уругвая на Кубке Америки, в рекордный для сборной 15-й раз. На турнире Суарес забил 4 гола и был признан лучшим игроком розыгрыша. 23 июня 2013 года, оформив дубль в ворота сборной Таити, Суарес вышел на первое место среди лучших бомбардиров в истории сборной Уругвая.

## Биография
Суарес родился в 1987 году на окраине города Сальто, расположенного на самой границе с Аргентиной. Луис — четвёртый ребёнок в семье, в которой было семь братьев. Отец Суареса был заядлым болельщиком футбола, поэтому имя мальчика было выбрано не случайно — в 70-х годах прошлого столетия на международной арене блистал испанский футболист Луис Суарес. Когда Луису было 7 лет, его семья переехала в Монтевидео — футбольную столицу Уругвая. Здесь он пристрастился к футболу, целыми днями играл с местными мальчишками. В этом возрасте он познакомился с маленькой девочкой Софи, которая впоследствии окажет сильно влияние на жизнь и карьеру футболиста.
Отец вскоре бросил семью, а Суарес даже подумывал уйти с футбольной команды местной школы. Мать настаивала, чтобы Луис продолжал заниматься любимым делом, а сам Суарес вскоре наладил отношения с отцом и до сих пор контактирует с ним. Старший брат Луиса, Пабло, также является профессиональным футболистом, выступая в местном клубе «Исидро Метапан». Всё началось с обычных уличных площадок, где Суарес вместе с другими мальчиками с окраин играл в футбол. Как признается сам футболист, именно здесь он сформировал свой стиль игры, набрался опыта и сумел получить нужные уроки жизни.

#### Личная жизнь
В 2009 году Суарес женился на своей любви детства, Софье Бальби. 5 августа 2010 года у пары родилась дочь, которую назвали Дельфина.
26 августа 2013 года Софья родила сына, которого назвали Бенхамином. Нападающий «Ливерпуля» отметил рождения сына приветствием после забитого гола в ворота «Сандерленда».
В 2018 году родился сын Лаутаро.

## Клубная карьера
В 2003 году Суарес попадал в академию «Насьоналя» после того как скауты увидели его в действии: Луис помог своей школьной команде выиграть поединок, в котором они уступали 6:0. Спустя два года Суарес стал игроком основного состава клуба. В сезоне 2005/2006 в 29 матчах Примеры он забил 12 голов и помог «трёхцветным» завоевать очередной чемпионский титул.

### «Гронинген»
В 2006 году в Монтевидео приехали скауты голландского клуба «Гронинген», которых интересовал другой игрок «Насьоналя». Однако один из представителей европейской команды увидел Суареса в действии и убедил руководство выложить 800 тыс. евро за перспективного футболиста. В составе «Гронигена» дебютировал в 2006 году, сумев отличиться 10 раз.

### «Аякс»
В 2007 году 20-летний нападающий перешёл в амстердамский «Аякс», который заплатил за трансфер игрока 7,5 млн евро. Футболист заключил с новым клубом 5-летний контракт. Дебютировал в официальных играх в матче 3-го отборочного раунда Лиги чемпионов против пражской «Славии», в котором вышел на поле с первых минут и отметился заработанным пенальти. Однако «красно-белым» не удалось классифицироваться в следующую стадию турнира. Первый гол за «Аякс» в чемпионате Нидерландов забил в своём дебютном матче, поразив ворота «Де Графсхапа». Также в этой встрече Суарес отметился тремя голевыми передачами (поединок завершился победой «Аякса» со счётом 8:1). Первые мячи на «Амстердам Арене» забил в матче с «Херенвеном», оформив свой первый дубль в Эредивизи. По итогам сезона «Аякс» финишировал в чемпионате вторым, а Суарес забил 17 мячей в 33 матчах, составив вместе с Ян-Класом Хюнтеларом ударный дуэт нападающих голландского клуба.
В сезоне 2008/09 — 22 гола в 31 матче (лучший бомбардир турнира забил лишь на 1 гол больше).
Хорошо провёл сезон 2009/10, забив 35 мячей в чемпионате Голландии. 25 декабря 2009 года в матче Кубка Голландии против любительской команды WHC он забил 6 голов, а его команда победила 14:1. В Лиге Европы сезона 2009/10 забил 6 голов в 9 матчах.
В январе 2011 года Суаресом заинтересовались украинский «Шахтёр» и петербургский «Зенит» однако уругваец отказал этим командам, сказав: «Я откажусь от предложений таких клубов, как „Шахтёр“ или „Зенит“. Я хочу выигрывать трофеи, а не мешки с деньгами».

### «Ливерпуль»
28 января 2011 года было официально объявлено, что «Аякс» принял предложение «Ливерпуля» по Суаресу. Сумма трансфера составила 26,5 млн евро. 30 января «Ливерпуль» подтвердил, что игрок успешно прошёл медосмотр и согласовал условия личного контракта с клубом. Вечером 31 января было официально объявлено о том, что Луис подписал контракт с клубом. В «Ливерпуле» он получил седьмой номер, который когда-то носил бывший главный тренер команды Кенни Далглиш.
Первый гол в составе «Ливерпуля» уругваец забил уже в своём дебютном матче против команды «Сток Сити». 6 марта 2011 года помог «Ливерпулю» одолеть «Манчестер Юнайтед» (3:1), поучаствовав во всех трёх голах «мерсисайдцев». 20 марта Луис Суарес в матче с «Сандерлендом» принёс победу «красным», забив в конце матча эффектный гол в дальний угол. В марте Луис был удостоен звания лучшего игрока «Ливерпуля» по версии спонсора команды банка Standard Chartered. Аналогичные награды Луис получил в мае, сентябре, октябре и декабре.
21 апреля 2013 года в матче 34-го тура английской Премьер-лиги между «Ливерпулем» и «Челси» Суарес в середине второго тайма в игровом эпизоде укусил за руку защитника соперника Бранислава Ивановича. Нарушение осталось незамеченным арбитром, и Суарес не был наказан (к тому времени у него уже была жёлтая карточка). В самом конце матча на 7-й добавленной минуте уругваец сравнял счёт (2:2) и принёс «Ливерпулю» ничью. После матча Суарес принёс извинения Ивановичу и «всему футбольному миру» за непростительное поведение. В ноябре 2010 года, выступая за «Аякс», Суарес уже подвергался дисквалификации на 7 матчей за подобный проступок, когда укусил Отмана Баккала. 24 апреля Футбольная ассоциация Англии дисквалифицировала Суареса на 10 матчей Премьер-лиги (4 оставшихся матча сезона 2012/13 и первые 6 матчей сезона 2013/14). Всего в Английской премьер-лиге в сезоне 2012/2013 провёл 33 матча, забил 23 мяча (в том числе хет-трики в ворота «Норвич Сити» и «Уиган Атлетик») и сделал 10 результативных передач.
20 декабря 2013 года Суарес продлил свой контракт с «Ливерпулем», став самым высокооплачиваемым игроком «мерсисайдцев» в истории клуба, его зарплата составила 200 тыс. фунтов стерлингов в неделю. В новом контракте уругвайца появился пункт, по которому иностранный клуб мог выкупить права на него за 100 млн фунтов стерлингов, а английский за 130 млн фунтов.
1 января 2014 года Суарес в домашнем матче против «Халл Сити» забил свой 20 гол в 15 матчах английской Премьер-лиги, установив новый рекорд чемпионата. По итогам сезона уругваец стал лучшим бомбардиром первенства, забив 31 гол в 33 встречах.

### «Барселона»
11 июля 2014 официальные сайты «Барселоны» и «Ливерпуля» подтвердили договорённость между клубами о трансфере Суареса. Срок соглашения уругвайца с «Барселоной» составил пять лет. Стоимость трансфера оценивается в 81 млн евро. Луис Суарес стал семнадцатым уругвайским игроком в истории каталонского клуба. В «Барселоне» Суарес выбрал футболку с номером «9», под которым выступает в составе сборной Уругвая. После перехода Луис отметил:
«Ливерпуль» сделал все возможное, чтобы я остался, но играть и жить в Испании — это моя мечта.
Трансфер Суареса стал самым дорогим в истории «Барселоны» и третьим по стоимости в мировом футболе на тот момент.

#### Трио МСН и «золотой хет-трик» (2014—2015)
Дебют Суареса состоялся 18 августа 2014 года в матче на Кубок Жоана Гампера против мексиканского «Леона», завершившемся со счётом 6:0. Уругваец вышел на замену на 77-й минуте матча, вместо Рафиньи. Однако из-за дисквалификации Луис не мог участвовать в официальных играх «Барселоны» до конца октября, поэтому для поддержания формы ему было разрешено играть в матчах молодёжной команды «каталонцев» — «Барселоны B». Так уругваец провёл встречу против юношеской сборной Индонезии и забил за резервную команду два мяча.
25 октября в матче чемпионата Испании против мадридского «Реала» на «Сантьяго Бернабеу», состоялся дебют Суареса в официальных играх. Нападающий вышел на поле с первых минут и отметился голевой передачей на Неймара, однако «сине-гранатовые» уступили сопернику со счётом 1:3. 5 ноября дебютировал за «Барселону» в Лиге чемпионов в выездном матче группового этапа с «Аяксом» (0:2). Через три дня вышел на замену в начале второго тайма матча чемпионата против «Альмерии» и сделал две голевые передачи, которые помогли «каталонцам» одержать волевую победу — 1:2. 25 ноября Суарес забил первый гол за новый клуб, положив начало разгрому кипрского «АПОЭЛА» в матче Лиги чемпионов (0:4). 10 декабря сделал голевую передачу и забил один из трёх мячей в ворота «ПСЖ» в последнем матче группового этапа Лиги чемпионов, что позволило каталонскому клубу выйти из группы с первого места (3:1). Первый гол в чемпионате забил 20 декабря в матче 16-го тура в ворота «Кордобы». Встреча завершилась победой «сине-гранатовых» со счётом 5:0. 9 января впервые отличился в Кубке Испании, забив один из пяти безответных мячей в ворота «Эльче». 11 января забил победный гол в ворота мадридского «Атлетико», а также отметился голевой передачей на Неймара, в итоге матч закончился уверенной победой «каталонцев» со счётом 3:1. 15 февраля в матче 23-го тура Примеры Суарес, выйдя на замену на 67-й минуте встречи против «Леванте», стал автором красивейшего мяча, забил гол ударом через себя в падении после передачи Адриано и установил окончательный счёт в матче — 5:0 в пользу «каталонцев».
24 февраля оформил первый дубль за «Барселону», дважды поразив ворота «Манчестер Сити» в рамках 1/8 финала Лиги чемпионов. Благодаря мячам уругвайца «сине-гранатовые» одержали важную гостевую победу на «Этихаде» (2:1).
28 февраля отметился голом и голевой передачей в матче с «Гранадой», принеся победу «каталонцам» — 1:3. 4 марта забил победный гол в ответном полуфинальном матче Кубка Испании против «Вильярреала», а «Барселона» в четвёртый раз за последние семь лет вышла в финал турнира. 8 марта, в матче 26-го тура против «Райо Вальекано», поучаствовал в четырёх из шести забитых мячей: оформил первый дубль в Примере, забив голы на 5-й и 91-й минутах встречи, заработал пенальти и стал автором голевой передачи. Эта победа позволила «каталонцам» выйти на первую строчку в турнирной таблице чемпионата спустя несколько месяцев. 22 марта в «Эль Класико» на «Камп Ноу» забил победный гол в ворота Касильяса, установив окончательный счёт в матче — 2:1 в пользу «Барселоны». 8 апреля оформил свой второй дубль в чемпионате, дважды поразив ворота «Альмерии» (4:0). Особенно красивым получился первый гол Суареса: получив мяч на правом фланге, нападающий прошёл с ним пару метров вперед и неотразимо «выстрелил» в дальний верхний угол с 15 метров, не оставив шансов голкиперу. 15 апреля забил два мяча в 1/4 финала Лиги чемпионов против «ПСЖ» на стадионе «Парк де Пренс», принеся победу «каталонцам» — 1:3. Первый гол уругвайского форварда в ворота французского клуба стал для «Барселоны» 400-м голом, забитым в Лиге чемпионов УЕФА. 18 апреля в матче Примеры против «Валенсии» забил свой самый быстрый гол за «сине-гранатовых», отличившись уже на 55-й секунде встречи (поединок завершился волевой победой «Барселоны» со счётом 2:0).
2 мая в выездном матче 35-го тура оформил первый хет-трик в футболке «каталонцев», поучаствовав в разгроме «Кордобы» — 0:8. 12 мая в ответном матче 1/2 финала Лиги чемпионов против мюнхенской «Баварии» на «Альянц Арене» уругваец отдал две голевые передачи на Неймара, но «Барселона» уступила сопернику — 2:3. По ходу игры футболист получил повреждение и был заменён в перерыве встречи. 23 мая в матче с «Атлетико» «сине-гранатовые» стали чемпионами Испании и Суарес выиграл свой первый титул в новом клубе. Однако из-за мер предострожности принять участие в этой игре Луис не смог. 30 мая нападающий, оправившись от травмы, сыграл в финале Кубка Испании против «Атлетика», в котором «каталонцы» обыграли соперника со счётом 3:1. В матче уругваец отметился тем, что получил мяч в убойной позиции, но отпасовал Неймару, который поразил пустые ворота. 6 июня забил победный гол в ворота туринского «Ювентуса» в финале Лиги чемпионов, который проходил на «Олимпийском стадионе» в Берлине. Матч закончился уверенной победой «Барселоны» (3:1), которая завоевала свой пятый Кубок чемпионов и стала первым европейским клубом в истории, сумевшим сделать «золотой хет-трик» дважды. Кроме того, Суарес стал третьим уругвайцем после Хуана Скьяффино и Диего Година, сумевшим отличиться в финале турнира. Всего в сезоне 2014/15 Луис забил 25 мячей (16 в чемпионате, 2 в Кубке страны и 7 в Лиге чемпионов), а нападающие клуба Неймар-Месси-Суарес, забили 122 гола и стали самым результативным трио в истории испанского футбола.

#### Вторая «Золотая бутса» и внутренний успех (2015—2016)
Свой первый гол в новом сезоне Суарес забил 11 августа 2015 года в матче на Суперкубок Европы против «Севильи» (5:4). 23 августа забил гол в матче первого тура чемпионата Испании, поразив ворота «Атлетика», что позволило «Барселоне» одержать минимальную победу со счётом 1:0. 29 сентября в матче второго тура Лиги чемпионов УЕФА забил победный гол в ворота леверкузенского «Байера» (2:1), поразив ворота эффектным ударом в ближнюю «девятку». В матче шестого тура чемпионата оформил первый дубль в сезоне, дважды забив в ворота «Лас-Пальмаса» (2:1). Особенно красивым получился первый гол: уругваец перевисел в воздухе защитников «желтых» и замкнул фланговую передачу Сержи Роберто. В матче девятого тура с «Эйбаром» (3:1) забил три мяча, эта победа позволила «каталонцам» сравняться по очкам в турнирной таблице с мадридским «Реалом». 31 октября в выездном матче 10-го тура с «Хетафе» (2:0) отличился на 37-й минуте встречи. Этот мяч стал для 28-летнего футболиста 300-м за всю карьеру. 21 ноября принял участие в разгроме «Реала» на «Сантьяго Бернабеу» (4:0), забив голы на 11-й и 74-й минутах встречи. Уже через три дня вновь забил дважды, а «Барселона» переиграла «Рому» со счётом 6:1. Второй гол Суареса получился великолепным: мяч после выноса защитниками «римлян» из штрафной попал точно на ногу уругвайцу, который с 13 метров слёту правой «шведой» отправил мяч под дальную штангу. 17 декабря нападающий впервые сыграл в матче Клубного чемпионата мира. Это случилось в игре против китайского клуба «Гуанчжоу Эвергранд». Суарес вышел на поле с первых минут и сделал хет-трик, а «сине-гранатовые» одержали уверенную победу со счётом 3:0. В финале турнира с аргентинским «Ривер Плейтом» (3:0) отличился дублем и вместе с «Барселоной» стал победителем чемпионата мира среди клубов. Кроме того, Луис установил сразу несколько рекордов: стал одним из лучших бомбардиров в истории турнира, одним из двух игроков, отличившихся хет-триком за один матч и единственным игроком, забившим пять голов в одном розыгрыше чемпионата. По итогам 2015 года Суарес вошёл в символическую сборную мира по версии «France Football» и «L'Equipe». В матче двадцатого тура сделал хет-трик и отдал голевую передачу во встрече с «Атлетиком» (6:0). 30 января 2016 года забил победный мяч в ворота мадридского «Атлетико», что позволило «Барселоне» одержать минимальную победу со счётом 2:1. Гол нападающего получился красивым: получив мяч в штрафной от Дани Алвеса он оттеснил корпусом защитника «матрасников» Хосе Хименеса и от угла вратарской хлестким ударом пробил мяч между ног Яну Облаку. 3 февраля в матче 1/2 финала Кубка Испании против «Валенсии» оформил первый «покер» за «сине-гранатовых» (7:0). 5 апреля забил два мяча в ворота «Атлетико» в первом матче 1/4 финала Лиги чемпионов УЕФА (2:1). Однако по итогам двухраундового противостояния «Барселона» уступила будущему финалисту турнира. Перед 33 туром чемпионата Испании «Барселона» и «Атлетико» имели одинаковое количество очков в турнирной таблице, но отличная игра Луиса Суареса помогла «сине-гранатовым» выиграть второе чемпионство подряд. 20 апреля в выездном матче 34-го тура Примеры против «Депортиво» на стадионе «Риасор» стал лучшим игроком встречи, забив 4 гола и отдав 3 голевые передачи. Противостояние завершилось разгромом соперника со счётом 8:0. После чего нападающий отличился в каждом из оставшихся туров, включая «покер» хихонскому «Спортингу» (6:0) и хет-трик «Гранаде» (3:0). Забив по четыре мяча в ворота «Депортиво» и «Спортинга» Суарес стал первым игроком в истории чемпионата Испании, оформившим «покер» в двух матчах первенства подряд. Также в составе «каталонцев» второй год подряд стал обладателем Кубка Испании (в финале была обыграна «Севилья» — 2:0). По итогам сезона уругваец с 40 голами стал лучшим бомбардиром и ассистентом чемпионата, лучшим бомбардиром Кубка Испании и выиграл европейскую «Золотую бутсу».

#### Третий Кубок Испании подряд (2016—2017)
Первый гол в новом сезоне забил 14 августа 2016 года в первом матче за Суперкубок Испании против «Севильи» (2:0). В Примере нападающий отличился уже в первом туре, оформив хет-трик в ворота «Бетиса» (6:2). Свои первые голы в Лиге чемпионов УЕФА забил в 1 туре с шотландским «Селтиком», оформив дубль. Матч закончился разгромом соперника со счётом 7:0. 11 сентября в игре чемпионата против «Алавеса» провёл свой 100 матч в футболке «Барселоны». Всего в ста поединках за «сине-гранатовых» Суарес отличился 88 раз, что является рекордным показателем за всю историю клуба. 22 октября в трудном матче Примеры против «Валенсии» на «Месталье» забил гол и отдал голевую передачу на Месси, что позволило «каталонцам» одержать волевую победу со счётом 3:2. 16 декабря на официальном сайте «Барселоны» было объявлено о продлении контракта с игроком до 2021 года, сумма отступных за футболиста составила 200 млн евро. 18 декабря он сумел отличиться дублем в каталонском дерби с «Эспаньолом», встреча завершилась победой «сине-гранатовых» со счётом 4:1. 9 января 2017 года стало известно, что Суарес вошёл в символическую сборную мира по версии ФИФА. 1 февраля в ответном матче 1/8 финала Кубка Испании против баскского «Атлетика» нападающий забил свой 100 гол за «Барселону». Для того, чтобы достичь данной отметки, форварду понадобилось 120 матчей. 7 февраля во втором матче 1/2 финала Кубка Испании с «Атлетико» (1:1) получил две жёлтые карточки за три минуты, при чём вторую карточку уругваец получил за то, что ударил локтем Коке. Позже дисциплинарный комитет Испании продлил дисквалификацию игрока до двух матчей. 11 февраля в выездном матче 22 тура Примеры против «Алавеса» оформил дубль и сделал два ассиста. Голы уругвайца примечательны тем, что он никогда не забивал этой команде в рамках чемпионата. 8 марта в ответном матче 1/8 финала Лиги чемпионов УЕФА против «ПСЖ» поучаствовал в разгроме французского клуба, забив первый гол в игре и заработав пенальти на 90 минуте встречи. Матч завершился со счётом 6-1 и по сумме двух игр (6:5) «сине-гранатовые» прошли в следующую стадию турнира. По итогам сезона «Барселона» заняла второе место в чемпионате Испании, дошла до 1/4 финала Лиги чемпионов УЕФА, где уступила в двухраундовом противостоянии «Ювентусу» с общим счётом 0:3, и завоевала Кубок Испании в игре против «Алавеса» (2:1). Финал уругваец был вынужден пропустить по причине дисквалификации, полученной на предыдущей стадии турнира. Всего в сезоне 2016/17 Суарес сыграл в 51 матче и забил 37 мячей, став вторым бомбардиром команды. Кроме того, он стал лучшим ассистентом завершившегося чемпионата Испании.

#### «Золотой дубль» и рекордная беспроигрышная серия (2017—2018)
Первый гол в новом сезоне нападающий забил в матче 3 тура чемпионата Испании, поучаствовав в разгроме «Эспаньола» в каталонском дерби (5:0). 23 сентября забил один из голов в ворота «Жироны» — 3:0. 14 октября продолжил беспроигрышную серию «Барселоны» на старте Примеры, забив гол в матче с мадридским «Атлетико» на их новом стадионе «Ванда Метрополитано» (1:1). 18 ноября дважды забил «Леганесу» на выезде. Матч завершился победой «каталонцев» со счётом 3:0. 17 декабря оформил дубль в игре с «Депортиво» (4:0). Через несколько дней открыл счёт в выездном матче чемпионата против «Реал Мадрида», закончившегося убедительной победой «сине-гранатовых» со счётом 3:0. По итогам декабря Луис Суарес был признан лучшим игроком в Примере. 14 января в матче 19 тура с «Реал Сосьедадом» забил два мяча и отдал голевую передачу, что позволило «каталонцам» одержать тяжёлую победу на стадионе «Аноэта» (2:4). 21 января в матче 20 тура против «Бетиса» вновь забил дважды и отдал две голевые передачи, а «сине-гранатовые» разгромили соперника со счётом 5:0. 28 января забил один из двух мячей в ворота «Алавеса» (2:1). 24 февраля сделал две голевые передачи и оформил хет-трик в матче с «Жироной», забив голы на 5, 44 и 76 минутах встречи. Матч закончился победой «Барселоны» — 6:1. 4 апреля в первом матче 1/4 финала Лиги чемпионов УЕФА против «Ромы» забил гол и сделал голевую передачу (4:1). Этот мяч стал единственным для нападающего в текущем розыгрыше турнира. Через неделю «Барселона» уступила «римлянам» в гостях со счётом 0:3 и по правилу выездного гола покинула турнир. 14 апреля Суарес забил «Валенсии» на «Камп Ноу» (2:1), эта победа позволила продлить самую длинную серию без поражений в истории Примеры (39 игр). 21 апреля уругваец выиграл свой четвёртый титул в Кубке Испании подряд, забив два из пяти безответных мячей во встрече против «Севильи». 29 апреля в выездном матче 35 тура с «Депортиво» оформил хет-трик из голевых передач. Игра завершилась победой «каталонцев» со счётом 2:4. В этом же матче «Барселона» оформила своё 25 чемпионство в истории, а уругваец выиграл свой третий титул в карьере. 6 мая «сине-гранатовые» принимали на своём стадионе мадридский «Реал». В этой встрече Суарес стал автором гола и голевой передачи на Лионеля Месси, а матч завершился со счётом 2:2. 13 мая в игре 37 тура против «Леванте», несмотря на гол уругвайца и хет-трик Филипе Коутиньо, прервалась рекордная беспроигрышная серия «Барселоны» в рамках чемпионата Испании, которая составила 43 матча, с учётом прошлого сезона. По итогам сезона Суарес сыграл в 51 матче, забил 31 гол во всех турнирах и стал лучшим ассистентом минувшего чемпионата Испании.

#### Победа в чемпионате Испании (2018—2019)
Первым трофеем Суареса в новом сезоне стал Суперкубок Испании, завоёванный в матче против «Севильи» (2:1). Первые голы в чемпионате Испании нападающий забил в матче 3-го тура в ворота «Уэски» (8:2). В матче 4-го тура против «Реал Сосьедада» забил один из двух мячей в игре, что позволило «сине-гранатовым» одержать минимальную победу со счётом 2:1. После чего не мог отличиться за клуб во всех турнирах на протяжении шести матчей подряд. Прервал «голевую засуху» в игре 9-го тура, забив один из четырёх мячей своей команды в игре с «Севильей» (4:2). 28 октября в матче 10-го тура Примеры против «Реала» провёл один из лучших матчей за «Барселону» в сезоне, оформив хет-трик в ворота мадридской команды. Один гол был забит с пенальти, который заработал сам уругваец, другой — головой, после мягкого навеса от Сержи Роберто, и третий — перекинув вратаря «сливочных» Тибо Куртуа. Игра завершилась разгромом «Реала» со счётом 5:1. По итогам октября уругваец был признан игроком месяца в чемпионате Испании. В матче следующего тура Примеры, забил два мяча и помог «Барселоне» одержать победу в тяжёлом выездном матче против «Райо Вальекано» (2:3). 6 января гол Суареса принёс победу во встрече с «Хетафе», а «каталонцы» вновь одержали минимальную победу на выезде со счётом 1:2. 13 января в матче 19-го тура Примеры против «Эйбара» поучаствовал во всех голах команды, забив два мяча и отдав одну голевую передачу (3:0). 27 февраля в ответном полуфинальном матче Кубка Испании сделал дубль в матче с «Реал Мадридом» на «Сантьяго Бернабеу», забив один из мячей с пенальти в стиле Паненки. Матч завершился победой «Барселоны» — 3:0. По итогам двух матчей с общим счётом 4:1 «сине-гранатовые» в рекордный шестой раз подряд вышли в финал турнира.

#### Последний сезон в «Барселоне» (2019—2020)
Cезон 2019/2020 для «Барселоны» и её игроков оказался крайне провальным: клуб уступил чемпионский титул «Реал Мадрид», в Кубке Испании команда вылетела на стадии 1/4 финала, проиграв «Атлетик Бильбао» (1:0), в полуфинале Суперкубка Испании последовал проигрыш от «Атлетико Мадрид». В Лиге чемпионов УЕФА «сине-гранатовые» потерпели сокрушительное поражение от мюнхенской «Баварии» со счётом 2:8. Суарес во всех соревнованиях забил 21 гол, однако не смог прервать свою долгую безголевую серию в Лиге чемпионов в гостевых встречах.

### «Атлетико Мадрид»
24 сентября 2020 года было объявлено о том, что Суарес на правах свободного агента перешёл из «Барселоны» в «Атлетико Мадрид»; перед этим пришедший на пост главного тренера «Барселоны» Рональд Куман сказал игроку, что не рассчитывает на него. 27 сентября уругваец дебютировал за новый клуб, отметившись голевой передачей и дублем в ворота «Гранады». В своём дебютном сезоне игрок стал чемпионом Испании, забив 21 гола в чемпионате. 16 мая 2022 года в «Атлетико Мадрид» сообщили, что игрок покинет клуб по окончании сезона.

### «Насьональ»
В 2022 году Луис вернулся на родину в Уругвай и в летнее трансферное окно заключил контракт со своим первым профессиональным клубом «Насьональ». Выиграл с командой чемпионат страны, стал чемпионом Клаусуры. Осенью заявил, что покинет клуб, так как контракт был краткосрочным.

### «Гремио»
Зимой после завершения контракта с «Насьоналем» перешёл в бразильский «Гремио». Дебютировал 17 января 2023 года в матче Суперкубка штата против клуба «Сан-Луис» из четвёртого дивизиона и оформил в нём хет-трик.
3 декабря 2023 года в матче против «Васко да Гамы» (1:0) забил свой 555-й гол в карьере и стал четвёртым лучшим бомбардиром из действующих игроков. Также в тот день появилась информация, что Суарес планирует перейти в «Интер Майами». 6 декабря сделал дубль в ворота «Флуминенсе» и принёс победу для своей команды. По итогам сезона «Гремио» завоевал серебряные медали чемпионата.

### «Интер Майами»
22 декабря 2023 года Суарес перешёл в американский клуб «Интер Майами». Контракт был подписан до конца сезона MLS 2024 года. За «Интер Майами» он дебютировал 21 февраля 2024 года в матче открытия сезона против «Реал Солт-Лейк», отметившись результативной передачей. 2 марта «Интер Майами» одержал крупнейшую победу в своей истории, разгромив «Орландо Сити» со счётом 5:0, в чём поучаствовал Суарес, забив свои первые два гола за клуб и отдав две голевые передачи, за что был назван лучшим игроком тура MLS. Всего в феврале и марте Суарес забил пять голов и отдал три голевые передачи, за что был назван игроком месяца в MLS.
27 ноября 2024 года Суарес подписал новый однолетний контракт с «Интер Майами», продлив свое пребывание в клубе до конца сезона 2025 года.

## Карьера в сборной
Суарес вызывался в молодёжную сборную Уругвая на матчи отборочного цикла ЧМ-2007 (до 20 лет), но его тогдашний клуб «Гронингем» форварда не отпустил. На самом турнире он сыграл на должном уровне, забив 2 гола в 4 матчах. Суарес принёс ничью в матче группового этапа с Испанией. И в 1/8 финала забил сборной США, когда «звёздно-полосатые» выиграли со счётом 2:1 и выбили «ла селесту» из турнира.
8 февраля 2007 года Суарес дебютировал за первую команду страны, принеся победу над Колумбией со счётом 3:1. Правда дебют омрачила вторая жёлтая карточка, приведшая к удалению на 85-й минуте. Луис сыграл в 19 из 20 матчей квалификации на ЧМ-2010 с учётом стыковых игр плей-офф, забив 5 мячей.

### Чемпионат мира 2010
На чемпионате мира 2010 года в ЮАР благодаря дублю Суареса в матче с Южной Кореей сборная Уругвая вышла в 1/4 финала.
В 1/4 финала в матче Уругвай — Гана на 120-й минуте заработал красную карточку, выбив мяч с линии ворот сборной Уругвая обеими руками (находящийся в тот момент рядом защитник Хорхе Фусиле тоже вскинул руки, но мяч попал в Суареса). В том же эпизоде ранее Суарес отбил мощный удар с линии ворот коленом. В итоге Луис спас сборную Уругвая от поражения: Асамоа Гьян не забил пенальти, попав в перекладину, а в серии послематчевых пенальти победили уругвайцы.

### Кубок Америки 2011
24 июля 2011 года уругвайцы победили в финале Кубка Америки команду Парагвая со счётом 3:0. Луис забил первый мяч в этом матче, а также записал на свой счёт голевую передачу. Всего в шести матчах на Кубке Америки Суарес забил четыре гола и стал лучшим игроком турнира.

### Чемпионат мира 2014
11 ноября 2011 года за 32 минуты Суарес оформил «покер» (4 мяча в одном матче) в ворота сборной Чили в рамках отборочного турнира к чемпионату мира 2014 года.
22 мая 2014 года стало известно, что на тренировке сборной Уругвая Суарес повредил мениск, что поставило под угрозу его участие в турнире. В тот же день он перенёс экстренную операцию: врачи утверждали, что на восстановление потребуется от 4 до 6 недель, однако игрок выразил надежду вернуться в строй к началу турнира.
На самом чемпионате мира в Бразилии Суарес, который не успел полностью восстановиться после травмы, пропустил первый матч турнира против сборной Коста-Рики (поражение Уругвая 1:3). Во втором матче благодаря дублю Суареса, вышедшего в стартовом составе, в матче с Англией сборная Уругвая впервые после 44-летнего перерыва одержала победу над европейской сборной на чемпионате мира.
24 июня в последнем матче группового этапа против сборной Италии Суарес на 79-й минуте укусил за плечо защитника соперников Джорджо Кьеллини, но это нарушение не было замечено опытным мексиканским арбитром Марко Родригесом. На протесты итальянцев и след от укуса на плече Кьеллини судья также не отреагировал, а через две минуты Уругвай получил право на угловой, после которого Диего Годин забил единственный мяч в игре. Уругвай вышел в 1/8 финала (в случае ничейного результата дальше проходила Италия).
Инцидент с Суаресом, который уже третий раз за карьеру укусил человека на поле, дисциплинарный комитет ФИФА рассмотрел 26 июня и признал уругвайского нападающего виновным в неспортивном поведении. В наказание Суарес был дисквалифицирован на девять официальных матчей национальной команды, начиная с игры 1/8 финала Колумбия — Уругвай. Также Суарес был отстранён на четыре месяца от любой связанной с футболом деятельности, в том числе и административной. Кроме того, Суарес обязан был заплатить штраф в 100 тысяч швейцарских франков (более 82 тысяч евро).

### Чемпионат мира 2018
На чемпионате мира 2018 года в России Суарес провёл все пять игр, забив в групповом раунде сборным Саудовской Аравии (1:0) и России (3:0) по одному голу. Сборная Уругвая проиграла в 1/4 финала будущим чемпионам мира — французам (0:2).

### Кубок Америки 2019
В середине 2019 года Луис Альберто был приглашён в сборную для участия в Кубке Америки, который состоялся в Бразилии. В первом матче в группе против Эквадора он отличился голом на 44-й минуте, а его команда одержала убедительную победу 4:0. Во второй игре против Японии на 32-й минуте матча забил гол с пенальти, команды сыграли вничью 2:2. На стадии четвертьфинала Уругвай в послематчевой серии пенальти проиграл сборной Перу, а сам Суарес стал единственным игроком, не реализовавшим свой удар.

### Кубок Америки 2021
Суарес был включён в состав сборной на Кубок Америки 2021, где он отметился лишь одним забитым мячом — в матче против сборной Чили, закончившегося вничью (1:1). Уругвайцы вышли в четвертьфинал турнира, где они проиграли сборной Колумбии в серии пенальти.

### Чемпионат мира 2022
Суарес поехал со своей сборной на чемпионат мира 2022 года. Турнир оказался провальным для Уругвая и игрока: команда сенсационно вылетела уже на стадии группового этапа, уступив путёвку в плей-офф сборным Португалии и Южной Кореи, а сам Суарес отметился лишь голевой передачей в матче против Ганы, закончившегося победой Уругвая со счётом 2:0.

### Кубок Америки 2024
13 июля 2024 года Суарес сравнял счёт на последней минуте матча за третье место Кубка Америки 2024 против Канады, а также реализовал свой удар в последующей серии пенальти, чем помог Уругваю завоевать бронзовую медаль..
2 сентября 2024 года Суарес объявил, что уйдёт из национальной сборной после матча против Парагвая в отборочном турнире к чемпионату мира 2026.

## Стиль игры
Суарес является форвардом в широком понимании: может сыграть как и на острие атаки (центрфорварда), так и в оттяжке (на флангах или на позиции так называемой «десятки»).

## Спонсорство
Суарес до 2018 года имел спонсорский контракт с компанией Adidas — немецким поставщиком оборудования и спортивной одежды, после чего заключил контракт с компанией Puma.

## Статистика выступлений

### Клубная карьера
| Клуб                 | Сезон                | Лига | Лига | Кубки | Кубки | МНК  | МНК  | Прочие | Прочие | Итого | Итого |
| Клуб                 | Сезон                | Игры | Голы | Игры  | Голы  | Игры | Голы | Игры   | Голы   | Игры  | Голы  |
| -------------------- | -------------------- | ---- | ---- | ----- | ----- | ---- | ---- | ------ | ------ | ----- | ----- |
| Насьональ            | 2005                 | 0    | 0    | -     | -     | 1    | 0    | 0      | 0      | 1     | 0     |
| Насьональ            | 2005/06              | 29   | 12   | -     | -     | 3    | 0    | 2      | 0      | 34    | 12    |
| Насьональ            | Итого                | 29   | 12   | 0     | 0     | 4    | 0    | 2      | 0      | 35    | 12    |
| Гронинген            | 2006/07              | 29   | 10   | 2     | 1     | 2    | 1    | 4      | 3      | 37    | 15    |
| Гронинген            | Итого                | 29   | 10   | 2     | 1     | 2    | 1    | 4      | 3      | 37    | 15    |
| Аякс                 | 2007/08              | 33   | 17   | 3     | 2     | 4    | 1    | 4      | 2      | 44    | 22    |
| Аякс                 | 2008/09              | 31   | 22   | 2     | 1     | 10   | 5    | 0      | 0      | 43    | 28    |
| Аякс                 | 2009/10              | 33   | 35   | 6     | 8     | 9    | 6    | 0      | 0      | 48    | 49    |
| Аякс                 | 2010/11              | 13   | 7    | 1     | 1     | 9    | 4    | 1      | 0      | 24    | 12    |
| Аякс                 | Итого                | 110  | 81   | 12    | 12    | 32   | 16   | 5      | 2      | 159   | 111   |
| Ливерпуль            | 2010/11              | 13   | 4    | 0     | 0     | 0    | 0    | 0      | 0      | 13    | 4     |
| Ливерпуль            | 2011/12              | 31   | 11   | 8     | 6     | 0    | 0    | 0      | 0      | 39    | 17    |
| Ливерпуль            | 2012/13              | 33   | 23   | 3     | 3     | 8    | 4    | 0      | 0      | 44    | 30    |
| Ливерпуль            | 2013/14              | 33   | 31   | 4     | 0     | 0    | 0    | 0      | 0      | 37    | 31    |
| Ливерпуль            | Итого                | 110  | 69   | 15    | 9     | 8    | 4    | 0      | 0      | 133   | 82    |
| Барселона            | 2014/15              | 27   | 16   | 6     | 2     | 10   | 7    | 1      | 0      | 44    | 25    |
| Барселона            | 2015/16              | 35   | 40   | 4     | 5     | 9    | 8    | 5      | 6      | 53    | 59    |
| Барселона            | 2016/17              | 35   | 29   | 6     | 4     | 9    | 3    | 1      | 1      | 51    | 37    |
| Барселона            | 2017/18              | 33   | 25   | 6     | 5     | 10   | 1    | 2      | 0      | 51    | 31    |
| Барселона            | 2018/19              | 33   | 21   | 5     | 3     | 10   | 1    | 1      | 0      | 49    | 25    |
| Барселона            | 2019/20              | 28   | 16   | 0     | 0     | 7    | 5    | 1      | 0      | 36    | 21    |
| Барселона            | Итого                | 191  | 147  | 27    | 19    | 55   | 25   | 11     | 7      | 284   | 198   |
| Атлетико Мадрид      | 2020/21              | 32   | 21   | 0     | 0     | 6    | 0    | 0      | 0      | 38    | 21    |
| Атлетико Мадрид      | 2021/22              | 35   | 11   | 2     | 1     | 7    | 1    | 1      | 0      | 45    | 13    |
| Атлетико Мадрид      | Итого                | 67   | 32   | 2     | 1     | 13   | 1    | 1      | 0      | 83    | 34    |
| Насьональ            | 2022                 | 14   | 8    | -     | -     | 2    | 0    | 0      | 0      | 16    | 8     |
| Насьональ            | Итого                | 14   | 8    | 0     | 0     | 2    | 0    | 0      | 0      | 16    | 8     |
| Всего за «Насьональ» | Всего за «Насьональ» | 43   | 20   | 0     | 0     | 6    | 0    | 2      | 0      | 51    | 20    |
| Гремио               | 2023                 | 45   | 24   | 8     | 2     | 0    | 0    | 1      | 3      | 54    | 29    |
| Гремио               | Итого                | 45   | 24   | 8     | 2     | 0    | 0    | 1      | 3      | 54    | 29    |
| Интер Майами         | 2024                 | 30   | 21   | 0     | 0     | 4    | 2    | 3      | 2      | 37    | 25    |
| Интер Майами         | 2025                 | 13   | 5    | 0     | 0     | 8    | 3    | 4      | 1      | 25    | 9     |
| Интер Майами         | Итого                | 43   | 26   | 0     | 0     | 12   | 5    | 7      | 3      | 62    | 34    |
| Всего за карьеру     | Всего за карьеру     | 638  | 409  | 66    | 44    | 128  | 52   | 31     | 18     | 863   | 523   |

### Выступления за сборную
| Сборная          | Год              | Отборочные матчи ЧМ | Отборочные матчи ЧМ | Финальные матчи ЧМ | Финальные матчи ЧМ | Кубок Америки | Кубок Америки | Кубок конфедераций | Кубок конфедераций | Товарищеские матчи | Товарищеские матчи | Итого | Итого |
| Сборная          | Год              | Игры                | Голы                | Игры               | Голы               | Игры          | Голы          | Игры               | Голы               | Игры               | Голы               | Игры  | Голы  |
| ---------------- | ---------------- | ------------------- | ------------------- | ------------------ | ------------------ | ------------- | ------------- | ------------------ | ------------------ | ------------------ | ------------------ | ----- | ----- |
| Уругвай          | 2007             | 4                   | 2                   | -                  | -                  | -             | -             | -                  | -                  | 2                  | 0                  | 6     | 2     |
| Уругвай          | 2008             | 5                   | 0                   | -                  | -                  | -             | -             | -                  | -                  | 5                  | 4                  | 10    | 4     |
| Уругвай          | 2009             | 10                  | 3                   | -                  | -                  | -             | -             | -                  | -                  | 2                  | 0                  | 12    | 3     |
| Уругвай          | 2010             | -                   | -                   | 6                  | 3                  | -             | -             | -                  | -                  | 5                  | 4                  | 11    | 7     |
| Уругвай          | 2011             | 3                   | 5                   | -                  | -                  | 6             | 4             | -                  | -                  | 4                  | 1                  | 13    | 10    |
| Уругвай          | 2012             | 5                   | 2                   | -                  | -                  | -             | -             | -                  | -                  | 3                  | 2                  | 8     | 4     |
| Уругвай          | 2013             | 8                   | 4                   | -                  | -                  | -             | -             | 5                  | 3                  | 3                  | 2                  | 16    | 9     |
| Уругвай          | 2014             | -                   | -                   | 2                  | 2                  | -             | -             | -                  | -                  | 4                  | 3                  | 6     | 5     |
| Уругвай          | 2015             | -                   | -                   | -                  | -                  | -             | -             | -                  | -                  | -                  | -                  | 0     | 0     |
| Уругвай          | 2016             | 8                   | 3                   | -                  | -                  | -             | -             | -                  | -                  | -                  | -                  | 8     | 3     |
| Уругвай          | 2017             | 5                   | 2                   | -                  | -                  | -             | -             | -                  | -                  | -                  | -                  | 5     | 2     |
| Уругвай          | 2018             | -                   | -                   | 5                  | 2                  | -             | -             | -                  | -                  | 6                  | 4                  | 11    | 6     |
| Уругвай          | 2019             | -                   | -                   | -                  | -                  | 4             | 2             | -                  | -                  | 3                  | 2                  | 7     | 4     |
| Уругвай          | 2020             | 3                   | 4                   | -                  | -                  | -             | -             | -                  | -                  | -                  | -                  | 3     | 4     |
| Уругвай          | 2021             | 7                   | 1                   | -                  | -                  | 5             | 1             | -                  | -                  | -                  | -                  | 12    | 2     |
| Уругвай          | 2022             | 4                   | 3                   | 3                  | 0                  | -             | -             | -                  | -                  | 2                  | 0                  | 9     | 3     |
| Уругвай          | 2023             | 1                   | 0                   | -                  | -                  | -             | -             | -                  | -                  | -                  | -                  | 1     | 0     |
| Уругвай          | 2024             | 1                   | 0                   | -                  | -                  | 4             | 1             | -                  | -                  | -                  | -                  | 5     | 1     |
| Всего за карьеру | Всего за карьеру | 64                  | 29                  | 16                 | 7                  | 19            | 8             | 5                  | 3                  | 39                 | 22                 | 143   | 69    |

### Матчи и голы за сборную
| Матчи и голы Суареса за сборную Уругвая | Матчи и голы Суареса за сборную Уругвая | Матчи и голы Суареса за сборную Уругвая | Матчи и голы Суареса за сборную Уругвая | Матчи и голы Суареса за сборную Уругвая | Матчи и голы Суареса за сборную Уругвая |
| №                                       | Дата                                    | Соперник                                | Счёт                                    | Голы                                    | Соревнование                            |
| --------------------------------------- | --------------------------------------- | --------------------------------------- | --------------------------------------- | --------------------------------------- | --------------------------------------- |
| 1                                       | 7 февраля 2007                          | Колумбия                                | 3:1                                     | -                                       | Товарищеский матч                       |
| 2                                       | 12 сентября 2007                        | ЮАР                                     | 0:0                                     | -                                       | Товарищеский матч                       |
| 3                                       | 13 октября 2007                         | Боливия                                 | 5:0                                     | 1                                       | Отборочные матчи ЧМ-2010                |
| 4                                       | 17 октября 2007                         | Парагвай                                | 0:1                                     | -                                       | Отборочные матчи ЧМ-2010                |
| 5                                       | 18 ноября 2007                          | Чили                                    | 2:2                                     | 1                                       | Отборочные матчи ЧМ-2010                |
| 6                                       | 21 ноября 2007                          | Бразилия                                | 1:2                                     | -                                       | Отборочные матчи ЧМ-2010                |
| 7                                       | 6 февраля 2008                          | Колумбия                                | 2:2                                     | 1                                       | Товарищеский матч                       |
| 8                                       | 25 мая 2008                             | Турция                                  | 3:2                                     | 2                                       | Товарищеский матч                       |
| 9                                       | 28 мая 2008                             | Норвегия                                | 2:2                                     | 1                                       | Товарищеский матч                       |
| 10                                      | 14 июня 2008                            | Венесуэла                               | 0:0                                     | -                                       | Отборочные матчи ЧМ-2010                |
| 11                                      | 17 июня 2008                            | Перу                                    | 6:0                                     | -                                       | Отборочные матчи ЧМ-2010                |
| 12                                      | 20 августа 2008                         | Япония                                  | 3:1                                     | -                                       | Товарищеский матч                       |
| 13                                      | 6 сентября 2008                         | Колумбия                                | 1:0                                     | -                                       | Отборочные матчи ЧМ-2010                |
| 14                                      | 10 сентября 2008                        | Эквадор                                 | 0:0                                     | -                                       | Отборочные матчи ЧМ-2010                |
| 15                                      | 11 октября 2008                         | Аргентина                               | 1:2                                     | -                                       | Отборочные матчи ЧМ-2010                |
| 16                                      | 19 ноября 2008                          | Франция                                 | 0:0                                     | -                                       | Товарищеский матч                       |
| 17                                      | 11 февраля 2009                         | Ливия                                   | 3:2                                     | -                                       | Товарищеский матч                       |
| 18                                      | 28 марта 2009                           | Парагвай                                | 2:0                                     | -                                       | Отборочные матчи ЧМ-2010                |
| 19                                      | 1 апреля 2009                           | Чили                                    | 0:0                                     | -                                       | Отборочные матчи ЧМ-2010                |
| 20                                      | 6 июня 2009                             | Бразилия                                | 0:4                                     | -                                       | Отборочные матчи ЧМ-2010                |
| 21                                      | 10 июня 2009                            | Венесуэла                               | 2:2                                     | 1                                       | Отборочные матчи ЧМ-2010                |
| 22                                      | 12 августа 2009                         | Алжир                                   | 0:1                                     | -                                       | Товарищеский матч                       |
| 23                                      | 5 сентября 2009                         | Перу                                    | 0:1                                     | -                                       | Отборочные матчи ЧМ-2010                |
| 24                                      | 9 сентября 2009                         | Колумбия                                | 3:1                                     | 1                                       | Отборочные матчи ЧМ-2010                |
| 25                                      | 10 октября 2009                         | Эквадор                                 | 2:1                                     | 1                                       | Отборочные матчи ЧМ-2010                |
| 26                                      | 13 октября 2009                         | Аргентина                               | 0:1                                     | -                                       | Отборочные матчи ЧМ-2010                |
| 27                                      | 14 ноября 2009                          | Коста-Рика                              | 1:0                                     | -                                       | Стыковые матчи ЧМ-2010                  |
| 28                                      | 18 ноября 2009                          | Коста-Рика                              | 1:1                                     | -                                       | Стыковые матчи ЧМ-2010                  |
| 29                                      | 3 марта 2010                            | Швейцария                               | 3:1                                     | 1                                       | Товарищеский матч                       |
| 30                                      | 26 мая 2010                             | Израиль                                 | 4:1                                     | -                                       | Товарищеский матч                       |
| 31                                      | 11 июня 2010                            | Франция                                 | 0:0                                     | -                                       | Финальные матчи ЧМ-2010                 |
| 32                                      | 16 июня 2010                            | ЮАР                                     | 3:0                                     | -                                       | Финальные матчи ЧМ-2010                 |
| 33                                      | 22 июня 2010                            | Мексика                                 | 1:0                                     | 1                                       | Финальные матчи ЧМ-2010                 |
| 34                                      | 26 июня 2010                            | Республика Корея                        | 2:1                                     | 2                                       | Финальные матчи ЧМ-2010                 |
| 35                                      | 2 июля 2010                             | Гана                                    | 1:1                                     | -                                       | Финальные матчи ЧМ-2010                 |
| 36                                      | 10 июля 2010                            | Германия                                | 2:3                                     | -                                       | Финальные матчи ЧМ-2010                 |
| 37                                      | 8 октября 2010                          | Индонезия                               | 7:1                                     | 3                                       | Товарищеский матч                       |
| 38                                      | 12 октября 2010                         | Китай                                   | 4:0                                     | -                                       | Товарищеский матч                       |
| 39                                      | 17 ноября 2010                          | Чили                                    | 0:2                                     | -                                       | Товарищеский матч                       |
| 40                                      | 29 мая 2011                             | Германия                                | 1:2                                     | -                                       | Товарищеский матч                       |
| 41                                      | 8 июня 2011                             | Нидерланды                              | 1:1                                     | 1                                       | Товарищеский матч                       |
| 42                                      | 23 июня 2011                            | Эстония                                 | 3:0                                     | -                                       | Товарищеский матч                       |
| 43                                      | 4 июля 2011                             | Перу                                    | 1:1                                     | 1                                       | Кубок Америки 2011                      |
| 44                                      | 8 июля 2011                             | Чили                                    | 1:1                                     | -                                       | Кубок Америки 2011                      |
| 45                                      | 12 июля 2011                            | Мексика                                 | 1:0                                     | -                                       | Кубок Америки 2011                      |
| 46                                      | 16 июля 2011                            | Аргентина                               | 1:1                                     | -                                       | Кубок Америки 2011                      |
| 47                                      | 19 июля 2011                            | Перу                                    | 2:0                                     | 2                                       | Кубок Америки 2011                      |
| 48                                      | 24 июля 2011                            | Парагвай                                | 3:0                                     | 1                                       | Кубок Америки 2011                      |
| 49                                      | 2 сентября 2011                         | Украина                                 | 3:2                                     | -                                       | Товарищеский матч                       |
| 50                                      | 7 октября 2011                          | Боливия                                 | 4:2                                     | 1                                       | Отборочные матчи ЧМ-2014                |
| 51                                      | 11 октября 2011                         | Парагвай                                | 1:1                                     | -                                       | Отборочные матчи ЧМ-2014                |
| 52                                      | 11 ноября 2011                          | Чили                                    | 4:0                                     | 4                                       | Отборочные матчи ЧМ-2014                |
| 53                                      | 29 февраля 2012                         | Румыния                                 | 1:1                                     | -                                       | Товарищеский матч                       |
| 54                                      | 25 мая 2012                             | Россия                                  | 1:1                                     | 1                                       | Товарищеский матч                       |
| 55                                      | 2 июня 2012                             | Венесуэла                               | 1:1                                     | -                                       | Отборочные матчи ЧМ-2014                |
| 56                                      | 10 июня 2012                            | Перу                                    | 4:2                                     | 1                                       | Отборочные матчи ЧМ-2014                |
| 57                                      | 11 сентября 2012                        | Эквадор                                 | 1:1                                     | -                                       | Отборочные матчи ЧМ-2014                |
| 58                                      | 12 октября 2012                         | Аргентина                               | 0:3                                     | -                                       | Отборочные матчи ЧМ-2014                |
| 59                                      | 16 октября 2012                         | Боливия                                 | 1:4                                     | 1                                       | Отборочные матчи ЧМ-2014                |
| 60                                      | 14 ноября 2012                          | Польша                                  | 2:0                                     | 1                                       | Товарищеский матч                       |
| 61                                      | 6 февраля 2013                          | Испания                                 | 1:3                                     | -                                       | Товарищеский матч                       |
| 62                                      | 22 марта 2013                           | Парагвай                                | 1:1                                     | 1                                       | Отборочные матчи ЧМ-2014                |
| 63                                      | 27 марта 2013                           | Чили                                    | 0:2                                     | -                                       | Отборочные матчи ЧМ-2014                |
| 64                                      | 5 июня 2013                             | Франция                                 | 1:0                                     | 1                                       | Товарищеский матч                       |
| 65                                      | 16 июня 2013                            | Испания                                 | 1:2                                     | 1                                       | Кубок конфедераций 2013                 |
| 66                                      | 20 июня 2013                            | Нигерия                                 | 2:1                                     | -                                       | Кубок конфедераций 2013                 |
| 67                                      | 23 июня 2013                            | Таити                                   | 8:0                                     | 2                                       | Кубок конфедераций 2013                 |
| 68                                      | 26 июня 2013                            | Бразилия                                | 1:2                                     | -                                       | Кубок конфедераций 2013                 |
| 69                                      | 30 июня 2013                            | Италия                                  | 2:2                                     | -                                       | Кубок конфедераций 2013                 |
| 70                                      | 14 августа 2013                         | Япония                                  | 4:2                                     | 1                                       | Товарищеский матч                       |
| 71                                      | 7 сентября 2013                         | Перу                                    | 2:1                                     | 2                                       | Отборочные матчи ЧМ-2014                |
| 72                                      | 11 сентября 2013                        | Колумбия                                | 2:0                                     | -                                       | Отборочные матчи ЧМ-2014                |
| 73                                      | 12 октября 2013                         | Эквадор                                 | 0:1                                     | -                                       | Отборочные матчи ЧМ-2014                |
| 74                                      | 16 октября 2013                         | Аргентина                               | 3:2                                     | 1                                       | Отборочные матчи ЧМ-2014                |
| 75                                      | 13 ноября 2013                          | Иордания                                | 5:0                                     | -                                       | Стыковые матчи ЧМ-2014                  |
| 76                                      | 21 ноября 2013                          | Иордания                                | 0:0                                     | -                                       | Стыковые матчи ЧМ-2014                  |
| 77                                      | 5 марта 2014                            | Австралия                               | 1:1                                     | -                                       | Товарищеский матч                       |
| 78                                      | 19 июня 2014                            | Англия                                  | 2:1                                     | 2                                       | Финальные матчи ЧМ-2014                 |
| 79                                      | 24 июня 2014                            | Италия                                  | 1:0                                     | -                                       | Финальные матчи ЧМ-2014                 |
| 80                                      | 10 октября 2014                         | Саудовская Аравия                       | 1:1                                     | -                                       | Товарищеский матч                       |
| 81                                      | 13 октября 2014                         | Оман                                    | 3:0                                     | 2                                       | Товарищеский матч                       |
| 82                                      | 14 ноября 2014                          | Коста-Рика                              | 3:3                                     | 1                                       | Товарищеский матч                       |
| 83                                      | 25 марта 2016                           | Бразилия                                | 2:2                                     | 1                                       | Отборочные матчи ЧМ-2018                |
| 84                                      | 29 марта 2016                           | Перу                                    | 1:0                                     | -                                       | Отборочные матчи ЧМ-2018                |
| 85                                      | 1 сентября 2016                         | Аргентина                               | 0:1                                     | -                                       | Отборочные матчи ЧМ-2018                |
| 86                                      | 6 сентября 2016                         | Парагвай                                | 4:0                                     | 1                                       | Отборочные матчи ЧМ-2018                |
| 87                                      | 6 октября 2016                          | Венесуэла                               | 3:0                                     | -                                       | Отборочные матчи ЧМ-2018                |
| 88                                      | 11 октября 2016                         | Колумбия                                | 2:2                                     | 1                                       | Отборочные матчи ЧМ-2018                |
| 89                                      | 10 ноября 2016                          | Эквадор                                 | 2:1                                     | -                                       | Отборочные матчи ЧМ-2018                |
| 90                                      | 15 ноября 2016                          | Чили                                    | 1:3                                     | -                                       | Отборочные матчи ЧМ-2018                |
| 91                                      | 29 марта 2017                           | Перу                                    | 1:2                                     | -                                       | Отборочные матчи ЧМ-2018                |
| 92                                      | 31 августа 2017                         | Аргентина                               | 0:0                                     | -                                       | Отборочные матчи ЧМ-2018                |
| 93                                      | 5 сентября 2017                         | Парагвай                                | 1:2                                     | -                                       | Отборочные матчи ЧМ-2018                |
| 94                                      | 5 октября 2017                          | Венесуэла                               | 0:0                                     | -                                       | Отборочные матчи ЧМ-2018                |
| 95                                      | 10 октября 2017                         | Боливия                                 | 4:2                                     | 2                                       | Отборочные матчи ЧМ-2018                |
| 96                                      | 23 марта 2018                           | Чехия                                   | 2:0                                     | 1                                       | Товарищеский матч                       |
| 97                                      | 26 марта 2018                           | Уэльс                                   | 1:0                                     | -                                       | Товарищеский матч                       |
| 98                                      | 8 июня 2018                             | Узбекистан                              | 3:0                                     | 1                                       | Товарищеский матч                       |
| 99                                      | 15 июня 2018                            | Египет                                  | 1:0                                     | -                                       | Финальные матчи ЧМ-2018                 |
| 100                                     | 20 июня 2018                            | Саудовская Аравия                       | 1:0                                     | 1                                       | Финальные матчи ЧМ-2018                 |
| 101                                     | 25 июня 2018                            | Россия                                  | 3:0                                     | 1                                       | Финальные матчи ЧМ-2018                 |
| 102                                     | 30 июня 2018                            | Португалия                              | 2:1                                     | -                                       | Финальные матчи ЧМ-2018                 |
| 103                                     | 6 июля 2018                             | Франция                                 | 0:2                                     | -                                       | Финальные матчи ЧМ-2018                 |
| 104                                     | 8 сентября 2018                         | Мексика                                 | 4:1                                     | 2                                       | Товарищеский матч                       |
| 105                                     | 16 ноября 2018                          | Бразилия                                | 0:1                                     | -                                       | Товарищеский матч                       |
| 106                                     | 20 ноября 2018                          | Франция                                 | 0:1                                     | -                                       | Товарищеский матч                       |
| 107                                     | 8 июня 2019                             | Панама                                  | 3:0                                     | 1                                       | Товарищеский матч                       |
| 108                                     | 17 июня 2019                            | Эквадор                                 | 4:0                                     | 1                                       | Кубок Америки 2019                      |
| 109                                     | 21 июня 2019                            | Япония                                  | 2:2                                     | 1                                       | Кубок Америки 2019                      |
| 110                                     | 25 июня 2019                            | Чили                                    | 1:0                                     | -                                       | Кубок Америки 2019                      |
| 111                                     | 29 июня 2019                            | Перу                                    | 0:0                                     | -                                       | Кубок Америки 2019                      |
| 112                                     | 15 ноября 2019                          | Венгрия                                 | 2:1                                     | -                                       | Товарищеский матч                       |
| 113                                     | 18 ноября 2019                          | Аргентина                               | 2:2                                     | 1                                       | Товарищеский матч                       |
| 114                                     | 8 октября 2020                          | Чили                                    | 2:1                                     | 1                                       | Отборочные матчи ЧМ-2022                |
| 115                                     | 13 октября 2020                         | Эквадор                                 | 2:4                                     | 2                                       | Отборочные матчи ЧМ-2022                |
| 116                                     | 13 ноября 2020                          | Колумбия                                | 3:0                                     | 1                                       | Отборочные матчи ЧМ-2022                |
| 117                                     | 3 июня 2021                             | Парагвай                                | 0:0                                     | -                                       | Отборочные матчи ЧМ-2022                |
| 118                                     | 8 июня 2021                             | Венесуэла                               | 0:0                                     | -                                       | Отборочные матчи ЧМ-2022                |
| 119                                     | 18 июня 2021                            | Аргентина                               | 0:1                                     | -                                       | Кубок Америки 2021                      |
| 120                                     | 21 июня 2021                            | Чили                                    | 1:1                                     | 1                                       | Кубок Америки 2021                      |
| 121                                     | 24 июня 2021                            | Боливия                                 | 2:0                                     | -                                       | Кубок Америки 2021                      |
| 122                                     | 28 июня 2021                            | Парагвай                                | 1:0                                     | -                                       | Кубок Америки 2021                      |
| 123                                     | 3 июля 2021                             | Колумбия                                | 0:0                                     | -                                       | Кубок Америки 2021                      |
| 124                                     | 7 октября 2021                          | Колумбия                                | 0:0                                     | -                                       | Отборочные матчи ЧМ-2022                |
| 125                                     | 10 октября 2021                         | Аргентина                               | 0:3                                     | -                                       | Отборочные матчи ЧМ-2022                |
| 126                                     | 14 октября 2021                         | Бразилия                                | 1:4                                     | 1                                       | Отборочные матчи ЧМ-2022                |
| 127                                     | 11 ноября 2021                          | Аргентина                               | 0:1                                     | -                                       | Отборочные матчи ЧМ-2022                |
| 128                                     | 16 ноября 2021                          | Боливия                                 | 0:3                                     | -                                       | Отборочные матчи ЧМ-2022                |
| 129                                     | 27 января 2022                          | Парагвай                                | 1:0                                     | 1                                       | Отборочные матчи ЧМ-2022                |
| 130                                     | 1 февраля 2022                          | Венесуэла                               | 4:1                                     | 1                                       | Отборочные матчи ЧМ-2022                |
| 131                                     | 24 марта 2022                           | Перу                                    | 1:0                                     | -                                       | Отборочные матчи ЧМ-2022                |
| 132                                     | 29 марта 2022                           | Чили                                    | 2:0                                     | 1                                       | Отборочные матчи ЧМ-2022                |
| 133                                     | 23 сентября 2022                        | Иран                                    | 0:1                                     | -                                       | Товарищеский матч                       |
| 134                                     | 27 сентября 2022                        | Канада                                  | 2:0                                     | -                                       | Товарищеский матч                       |
| 135                                     | 24 ноября 2022                          | Республика Корея                        | 0:0                                     | -                                       | Финальные матчи ЧМ-2022                 |
| 136                                     | 28 ноября 2022                          | Португалия                              | 0:2                                     | -                                       | Финальные матчи ЧМ-2022                 |
| 137                                     | 2 декабря 2022                          | Гана                                    | 2:0                                     | -                                       | Финальные матчи ЧМ-2022                 |
| 138                                     | 21 ноября 2023                          | Боливия                                 | 3:0                                     | -                                       | Отборочные матчи ЧМ-2026                |
| 139                                     | 27 июня 2024                            | Боливия                                 | 5:0                                     | -                                       | Кубок Америки 2024                      |
| 140                                     | 1 июля 2024                             | США                                     | 1:0                                     | -                                       | Кубок Америки 2024                      |
| 141                                     | 10 июля 2024                            | Колумбия                                | 0:1                                     | -                                       | Кубок Америки 2024                      |
| 142                                     | 13 июля 2024                            | Канада                                  | 2:2                                     | 1                                       | Кубок Америки 2024                      |
| 143                                     | 7 сентября 2024                         | Парагвай                                | 0:0                                     | -                                       | Отборочные матчи ЧМ-2026                |

Итого: 143 матча / 69 голов; 70 побед, 42 ничьи, 31 поражение

## Достижения

### Командные
«Насьональ»
- Чемпион Уругвая (2): 2005/06, 2022

«Аякс»
- Чемпион Нидерландов: 2010/11
- Обладатель Кубка Нидерландов: 2009/10

«Ливерпуль»
- Обладатель Кубка Футбольной лиги: 2011/12

«Барселона»
- Чемпион Испании (4): 2014/15, 2015/16, 2017/18, 2018/19
- Обладатель Кубка Испании (4): 2014/15, 2015/16, 2016/17, 2017/18
- Обладатель Суперкубка Испании (2): 2016, 2018
- Победитель Лиги чемпионов УЕФА: 2014/15
- Обладатель Суперкубка УЕФА: 2015
- Победитель Клубного чемпионата мира: 2015

«Атлетико Мадрид»
- Чемпион Испании: 2020/21

«Гремио»
- Чемпион штата Риу-Гранди-ду-Сул: 2023

«Интер Майами»
- Победитель регулярного чемпионата MLS: 2024

Сборная Уругвая
- Обладатель Кубка Америки: 2011
- Бронзовый призёр Кубка Америки: 2024

### Личные
- Лучший бомбардир в истории сборной Уругвая: 69 голов
- Лучший футболист Кубка Америки: 2011
- Лучший футболист сборной Уругвая (4): 2010[117], 2011, 2012, 2016
- Лучший бомбардир чемпионата Нидерландов: 2009/10
- Лучший игрок чемпионата Нидерландов: 2009/10
- Игрок сезона английской Премьер-лиги: 2013/14
- Игрок месяца английской Премьер-лиги (2): декабрь 2013, март 2014
- Игрок года по версии АФЖ: 2013/14
- Игрок года по версии футболистов ПФА: 2013/14
- Игрок года по версии болельщиков ПФА: 2013/14
- Член «команды года» по версии ПФА: 2013/14
- Лучший бомбардир английской Премьер-лиги: 2013/14
- Обладатель «Золотой бутсы» (2): 2014[118], 2016
- Обладатель приза IFFHS лучшему бомбардиру национальных чемпионатов (3)[119]: 2010, 2014[118], 2016
- Обладатель Трофея ЭФЭ: 2014/15, 2020/21
- Единственный игрок в истории английской Премьер-лиге, забивший 10 мячей в течение календарного месяца
- «Золотая бутса» за 10 голов в Премьер-лиге (2): 2013, 2014
- «Золотая бутса» за 20 голов в Премьер-лиге (2): 2013, 2014
- «Золотая бутса» за 30 голов в Премьер-лиге: 2014
- Лучший бомбардир отборочного турнира чемпионата мира 2014: 11 голов[120]
- Один из двух игроков, сделавших хет-трик на Клубном чемпионате мира[118]
- Единственный игрок, забивший 5 голов в одном розыгрыше Клубного чемпионата мира
- Рекордсмен «Барселоны» по количеству голов на Клубном чемпионате мира: 5 голов[121]
- Рекордсмен «Барселоны» по количеству голов, забитых за первые 100 матчей: 88 голов
- Входит в состав символической сборной года по версии «L'Equipe»: 2015
- Входит в состав символической сборной года по версии «France Football»: 2015
- Входит в состав символической сборной мира по версии ФИФА: 2016
- Лучший бомбардир чемпионата Испании: 2015/16
- Лучший ассистент чемпионата Испании (3): 2015/16[121], 2016/17, 2017/18[122]
- Игрок месяца чемпионата Испании (2): декабрь 2017, октябрь 2018
- Лучший бомбардир Кубка Испании: 2015/16[123]
- Игрок месяца в MLS (2): февраль 2024, март 2024